# Вринчоая (комуна)
Вринчоая (рум. Vrâncioaia) — комуна у повіті Вранча в Румунії. До складу комуни входять такі села (дані про населення за 2002 рік):
- Бодешть (193 особи)
- Вринчоая (658 осіб) — адміністративний центр комуни
- Мунчей (498 осіб)
- Плоштіна (226 осіб)
- Пояна (769 осіб)
- Спінешть (638 осіб)

Комуна розташована на відстані 166 км на північ від Бухареста, 39 км на північний захід від Фокшан, 112 км на північний захід від Галаца, 89 км на схід від Брашова.

## Населення
За даними перепису населення 2002 року у комуні проживали 2982 особи, усі — румуни. Усі жителі комуни рідною мовою назвали румунську. За віросповіданням усі жителі комуни — православні.